# Дитвалд фон Дилинген
Дитвалд фон Дилинген (на немски: Dietwald von Dillingen/Dietpald I von Dillingen; Dietpaldo; Theotbald; на латински: Diepoldum; † 10 август 955, Лехското поле) е граф на Дилинген в Швабия/Бавария.

## Биография
Той произлиза от благородническия род Хупалдинги с резиденция във Витислинген. Син е на граф Хугбалд I фон Дилинген († 909) и съпругата му Дитбирга/Теотберга († сл. 923) от германската кралска фамилия Бурхардинги, сестра на херцог Бурхард I от Швабия († 911), дъщеря на граф Адалберт II от Реция († ок. 900/906) и вероятно Юдит от Фриули (830 – 902). Брат е на Улрих, епископ на Аугсбург (923 – 973).
Дитпалд I управлява няколко графства. Той построява първия замък в Дилинген (castellum Dilinga), близо до река Дунав. На този замък „Хупалдингите“ се наричат „comites de Dilinga“, „графове фон Дилинген“, споменати за пръв път в документ от 1111 г.
Дитвалд фон Дилинген е убит на 10 август 955 г. в битката на Лехското поле, близо до Аугсбург. След смъртта му император Ото I дава графството му на синът му Ривин.

## Фамилия
Дитвалд фон Дилинген се жени и е баща на:
- Ривин I фон Дилинген († сл. 973), женен за Хилдегард († сл. 973).